# Pranic
Pranic je pražsko-turnovská hudební skupina.

## Historie
Skupina se poprvé pod tímto názvem na veřejnosti představila v soutěži Zahrada v roce 2005. Zakládajícími členy byli Ondřej Halama (také zakládající člen undergroundové kapely Lidl&Velik) – kytara, zpěv, František Tomáš – elektrická a akustická kytara, zpěv, percussion, Alena Tomášová – akordeon, zpěv, zobcová flétna, Jan Dékány – basová kytara. V roce 2007 přibyl do skupiny flétnista Míťa Meier (kdysi hrával s kapelou Bohdana Mikoláška) ovládající také dechový kontroler. S postupem času se složení skupiny dále obměňovalo.

## Obsazení
- Ondřej Halama – kytara, zpěv, autor textů a hudby
- Oto Havle – akordeon
- Petr Babec – kontrabas

## Diskografie
- Jaký je náš svět – 2008, vydavatelství Organon, natočeno ve studiu MSN v Jablonci nad Nisou
- Vánoce s Pranic – 2009, vlastním nákladem, natočeno ve studiu MACAC – ČR Ústí n/L.
- Vypněte mobily – 2017, vlastním nákladem, natočeno a smícháno analogově ve studiu MSN v Jablonci nad Nisou